# Bryum lanuginosum
Bryum lanuginosum là một loài rêu trong họ Bryaceae. Loài này được Hedw. Brot. mô tả khoa học đầu tiên năm 1804.